# Wrangell Island

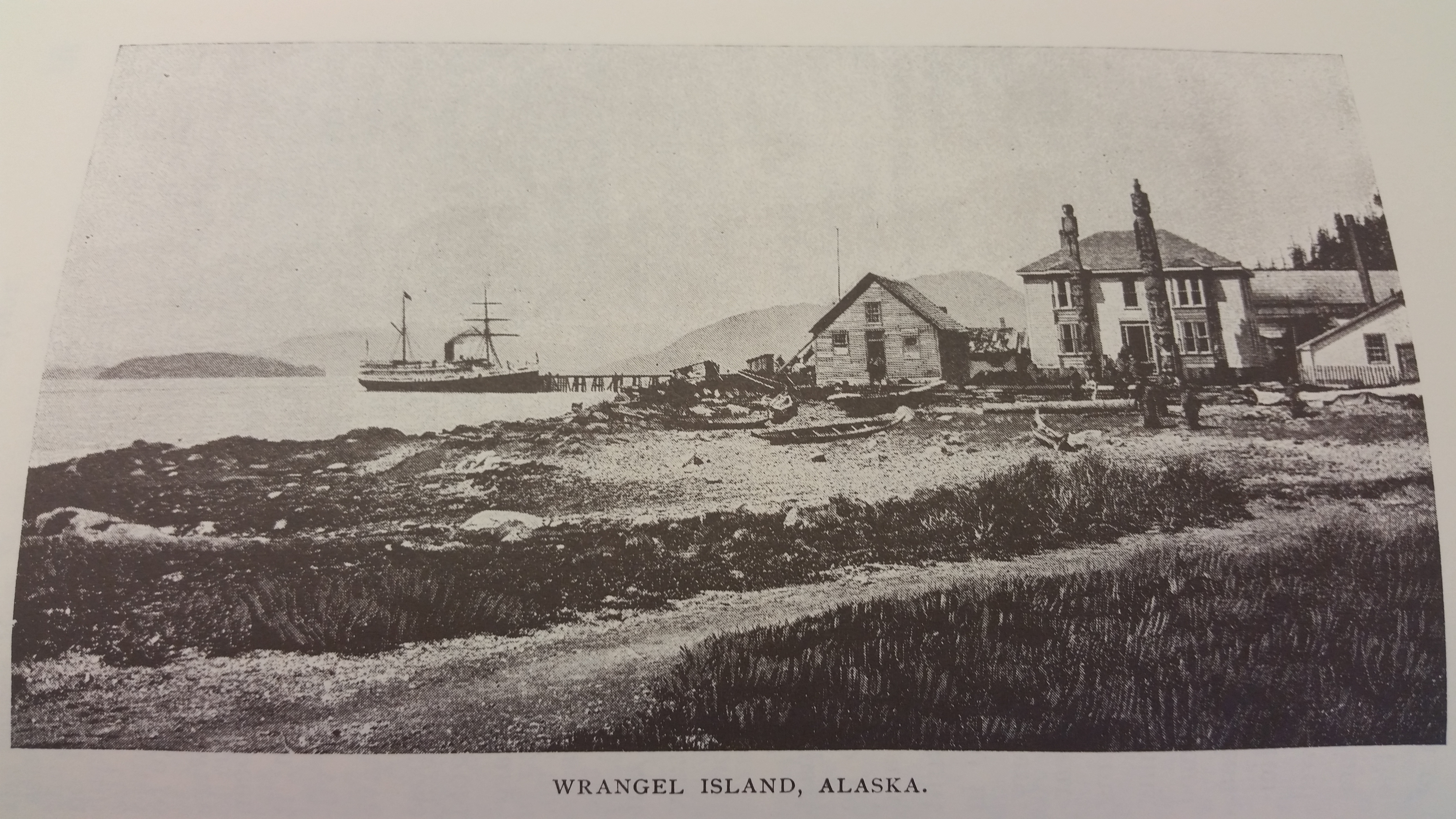
Het eiland in de 19e eeuw

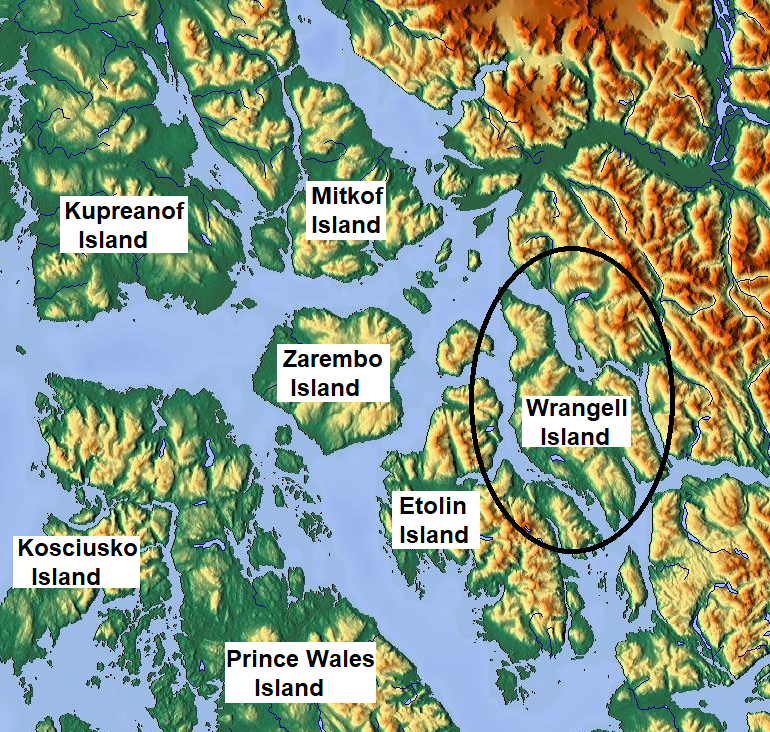
Wrangell Island omcirkeld

Wrangell Island is een eiland in de Alexanderarchipel in de Alaska Panhandle in het zuidoosten van Alaska in de Verenigde Staten.

## Geografie
Het eiland is 45,9 kilometer lang en 6,04 tot 22,85 kilometer breed. Het heeft een landoppervlak van 544,03 vierkante kilometer, waarmee het het 29e grootste eiland in de Verenigde Staten is. Het totale inwoneraantal van Wrangell Island bedroeg 2127 bij de volkstelling van 2020, gerapporteerd als Wrangell City and Borough. Op het eiland ligt de plaats Wrangell. Wrangell Island is zwaar bebost en herbergt een overvloed aan wilde dieren. De enige andere gemeenschap is Thoms Place aan de zuidwestkant.
Ten noordwesten van het eiland ligt de Sumner Strait met aan de overzijde van het water Mitkof Island, in het oosten liggen de Eastern Passage, The Narrows en het smalle Blake Channel die het eiland scheiden van het vasteland van Alaska, in het zuidoosten scheiden het Bradfield Canal en de Ernest Sound het eiland van het Cleveland Peninsula en Deer Island en de Zimovia Strait scheidt het eiland in het zuidwesten van Etolin Island en in het westen van Woronkofski Island.
Er wordt in het gebied gevist en gemijnd. Een houtzagerij sloot in de jaren 1990. Het eiland en de omliggende gebieden bevatten veel recreatiegebieden. Het ligt aan de monding van de Stikine, die veel recreatiemogelijkheden biedt.

## Geschiedenis
De eerste Europeaan die het eiland zag was James Johnstone, een van de officieren van George Vancouver tijdens zijn expeditie van 1791-1795 in 1793. Hij bracht alleen de oostkust in kaart, zonder zich te realiseren dat het een eiland was.
Het eiland werd in 1834 bezet door de Russen.
Het is vernoemd naar Ferdinand von Wrangel, een Baltische Duitse ontdekkingsreiziger in Russische marinedienst en een Russische overheidsfunctionaris. Hij werd in 1829 benoemd tot hoofdmanager van de Russisch-Amerikaanse Compagnie, feitelijk de eerste getrouwde gouverneur van de nederzettingen in Noord-Amerika (het huidige Alaska). Wrangel verbouwde aardappelen op het eiland, startte mijnen, legde wegen aan, bouwde bruggen en overheidsgebouwen en legde geografische en etnografische observaties vast in een rapport aan de marine, in zijn jaren als gouverneur, 1829 tot 1835.
Nadat de Verenigde Staten Alaska van Rusland hadden gekocht, was het van 1867 tot 1877 een Amerikaanse militaire post. Later werd het een uitrustingspunt voor jagers en ontdekkingsreizigers, en voor mijnwerkers die de Stikine-route naar de Yukon gebruikten.